# ژاک سونگو-او

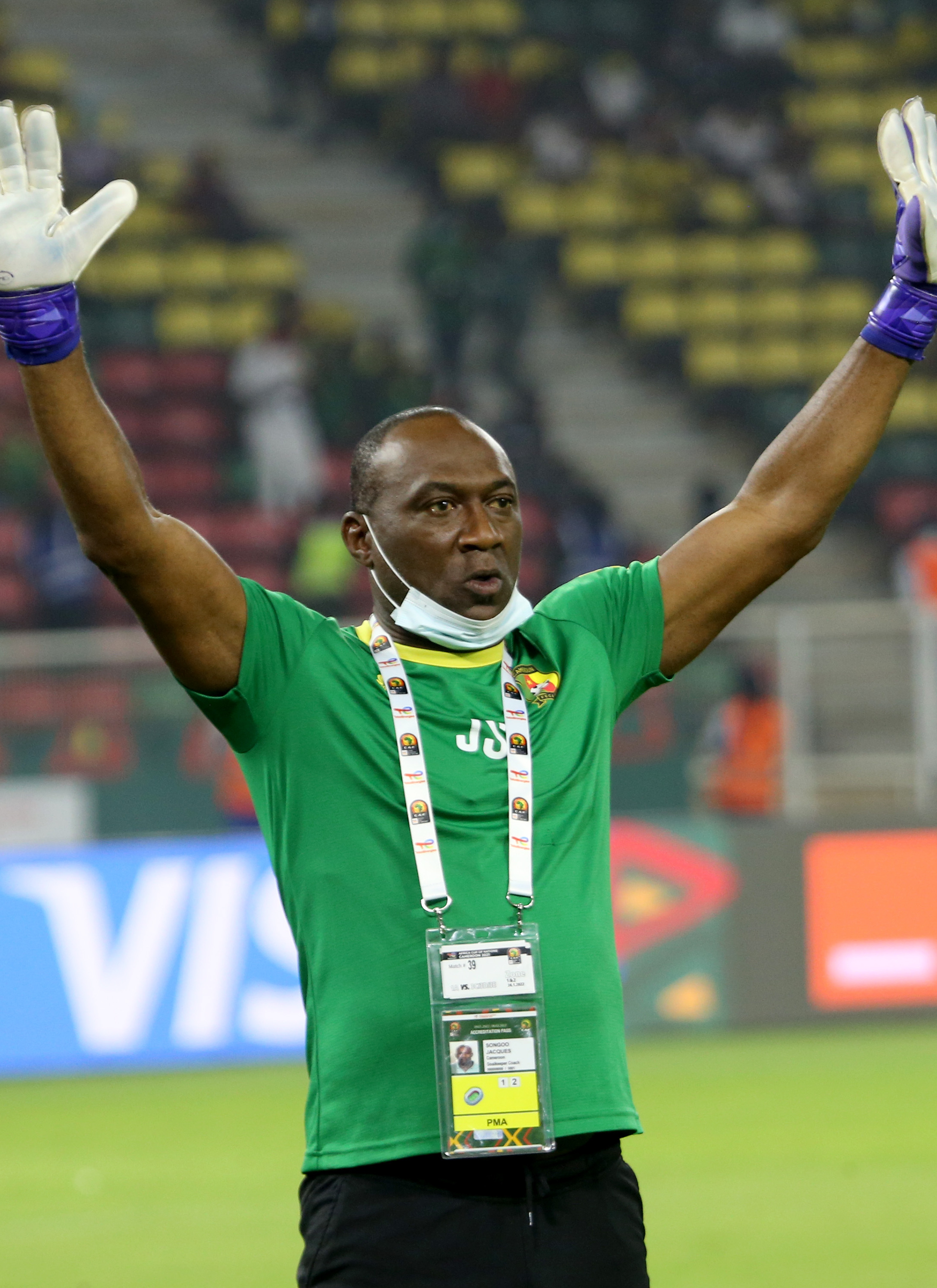
ژاک سونگو-او - ۲۰۲۲

ژاک سونگو-او (انگلیسی: Jacques Songo'o؛ زادهٔ ۱۷ مارس ۱۹۶۴) یک دروازه‌بان فوتبال بازنشسته اهل کامرون است.
از باشگاه‌هایی که در آن بازی کرده‌است می‌توان به دپورتیوو لاکرونیا اشاره کرد.
وی همچنین در تیم ملی فوتبال کامرون بازی کرده و جزو بازیکنان این تیم در چهار جام جهانی ۱۹۹۰، ۱۹۹۴، ۱۹۹۸ و ۲۰۰۲ بوده است.